# Jeremy Lane
Jeremy Rashaad Lane (* 14. Juli 1990 in Tyler, Texas) ist ein ehemaliger US-amerikanischer American-Football-Spieler. Er spielte auf der Position des Cornerbacks für die Seattle Seahawks in der National Football League (NFL).

## NFL
Am 28. April 2012 wurde Lane im NFL Draft von den Seattle Seahawks als 172. Spieler in der sechsten Runde ausgewählt. Am 7. Mai 2012 unterschrieb er den Vertrag. In der Saison 2013 gewann Lane mit den Seahawks den Super Bowl XLVII. 
Im ersten Spiel der Saison 2014 zog sich Lane eine Leistenverletzung zu, weshalb er auf die Injured Reserve List gesetzt wurde. Im Super Bowl XLIX machte Lane dann seine erste Interception, brach sich jedoch beim daraus ergebenden Return den Arm. Aufgrund dieser Verletzung fehle er die ersten zehn Spiele der Saison 2015, konnte aber in Woche 12 zurückkehren, wo er zu Beginn des zweiten Viertels eine Interception fing und diese für 54 Yards zurücktrug.
Nach der Saison 2015 unterschrieb Lane bei den Seahawks einen neuen Vierjahresvertrag. Für Aufsehen sorgte er in beim letzten Preseasonspiel der Saison 2016, als er sich dem Protest von Colin Kaepernick anschloss und bei der Nationalhymne nicht stand, sondern saß.
Nachdem Lane in der Saison 2017 seinen Starting-Position an einen Rookie verloren hatte, wurde er am 31. Oktober 2017 zusammen mit einigen Draftpicks gegen Tackle Duane Brown zu den Houston Texans getauscht. Doch Lane bestand den Medizincheck nicht und war damit nicht mehr Bestandteil des Tausches. Stattdessen wurde das Draftrecht im Draft 2018, das die Seahawks an die Texans abgaben, von der fünften auf die dritte Runde geändert. Am 9. März 2018 wurde Lane von den Seahawks entlassen.